# Personaggi di Batman of the Future
Questa voce contiene un elenco dei personaggi comparsi nella serie animata Batman of the Future, nel film Batman of the Future - Il ritorno del Joker e nei fumetti.

## Cast
| Personaggio                | Stagione              | Stagione              | Stagione              | Stagione                 | Stagione              |  |
| Personaggio                | Prima stagione        | Seconda stagione      | Terza stagione        | Il ritorno del Joker     | Epilogo               |  |
| Personaggi principali      | Personaggi principali | Personaggi principali | Personaggi principali | Personaggi principali    | Personaggi principali |  |
| -------------------------- | --------------------- | --------------------- | --------------------- | ------------------------ | --------------------- |  |
| Terry McGinnis / Batman    | Will Friedle          | Will Friedle          | Will Friedle          | Will Friedle             | Will Friedle          |  |
| Bruce Wayne                | Kevin Conroy          | Kevin Conroy          | Kevin Conroy          | Kevin Conroy             | Kevin Conroy          |  |
| Dana Tan                   | Lauren Tom            | Lauren Tom            | Lauren Tom            | Lauren Tom               | Lauren Tom            |  |
| Maxine "Max" Gibson        |                       | Cree Summer           | Cree Summer           |                          |                       |  |
| Asso                       | Frank Welker          | Frank Welker          | Frank Welker          | Frank Welker             |                       |  |
| Personaggi ricorrenti      |                       |                       |                       |                          |                       |  |
| Warren McGinnis            | Michael Gross         | Michael Gross         |                       |                          | senza voce            |  |
| Mary McGinnis              | Teri Garr             | Teri Garr             | Teri Garr             | Teri Garr                | senza voce            |  |
| Matt McGinnis              | Ryan O'Donohue        | Ryan O'Donohue        | Ryan O'Donohue        | Ryan O'Donohue           |                       |  |
| Barbara Gordon             | Stockard Channing     | Stockard Channing     | Angie Harmon          | Angie Harmon Tara Strong |                       |  |
| Melanie Walker / Dieci     | Olivia d'Abo          | Olivia d'Abo          | Olivia d'Abo          |                          |                       |  |
| Antagonisti                |                       |                       |                       |                          |                       |  |
| Derek Powers / Blight      | Sherman Howard        |                       |                       |                          |                       |  |
| Jokers                     |                       |                       |                       |                          |                       |  |
| Mrs. Clay / China          | Shannon Kenny         | Shannon Kenny         | Shannon Kenny         |                          | senza voce            |  |
| Walter Shreeve / Shriek    | Chris Mulkey          | Chris Mulkey          | Chris Mulkey          |                          | senza voce            |  |
| Ira Billings / Spellbinder | Jon Cypher            | Jon Cypher            |                       |                          |                       |  |
| Stalker                    |                       | Carl Lumbly           |                       |                          | senza voce            |  |
| Joker                      |                       |                       |                       | Mark Hamill              |                       |  |
| Mr. Freeze                 | Michael Ansara        |                       |                       |                          |                       |  |

## Batman of the Future

### Personaggi principali
- Terry McGinnis / Batman: è l'attuale Batman, che ha preso il posto del precedente come difensore di Gotham. Si scoprirà poi essere il figlio naturale di Bruce Wayne. In originale è doppiato da Will Friedle, mentre in italiano da Nicola Bartolini Carrassi (nella serie Batman of the Future) e Alberto Sette (nella serie Justice League Unlimited).
- Bruce Wayne: il precedente Cavaliere Oscuro si è ora ritirato ed aiuta Terry consigliandolo da dietro le quinte della Batcaverna. Si scoprirà successivamente essere il padre biologico di Terry. In originale è doppiato da Kevin Conroy (che ha doppiato Batman in numerose serie), mentre in italiano da Mario Zucca (nella serie Batman of the Future e nel film Batman of the Future - Il ritorno del Joker) e Marco Balzarotti (da giovane nel flashback del film Batman of the Future: Il ritorno del Joker e nella serie Justice League Unlimited).
- Dana Tan: la fidanzata di Terry. Nell'episodio conclusivo della serie Justice League Unlimited, Epilogo, si scopre che il ragazzo ha intenzione di chiederle di sposarlo. In originale è doppiata da Lauren Tom, mentre in da Patrizia Mottola (nella serie Batman of the Future) e Renata Bertolas (nella serie Justice League Unlimited).
- Maxine "Max" Gibson: è un'affascinante ragazza di origini afroamericane, compagna di classe di Terry che ne ha scoperto il segreto e ne è divenuta consulente ed assistente, un po' come Alfred per Bruce. In originale è doppiata da Cree Summer, mentre in italiano da Lorella De Luca.
- Asso: è il cane di Bruce Wayne, è un alano di colore nero che, prima di venire trovato dall'anziano signore, combatteva in un circolo clandestino di scontri canini. Data la sua grande forza e preparazione, aiuterà spesso Terry nelle sue missioni. In originale è doppiato da Frank Welker.

### Personaggi ricorrenti
- Warren McGinnis: è il padre di Terry, divorziato dalla moglie Mary. dopo la sua morte avvenuta nel primo episodio per mano di Derek Powers, Terry deciderà di diventare il nuovo Batman. In italiano è doppiato da Enrico Bertorelli.
- Mary McGinnis: la madre di Terry, con cui lui torna a vivere dopo la morte del padre. In italiano è doppiata da Elda Olivieri.
- Matt McGinnis: il fratellino di Terry, è un grande ammiratore di Batman pur non sapendo che in realtà è suo fratello maggiore. In italiano è doppiato da Patrizia Scianca.
- Melanie Walker / Dieci: è la dolce e affascinante figlia minore, con cui Terry avrà una relazione, per tutta la serie il rapporto tra i due rimarrà ambiguo e poco chiaro, similmente a quello dell'originale Batman e di Catwoman. La ragazza non è completamente cattiva. ha solo avuto un'infanzia difficile e tutto ciò che vorrebbe è una vita normale. In originale è doppiata da Olivia d'Abo, mentre in italiano da Elisabetta Spinelli.
- Barbara Gordon: l'ex Batgirl ha ora preso il posto del padre al commissariato di polizia. È sposata all'attuale procuratore distrettuale di Gotham Sam Young, seppure in passato ebbe una relazione con Bruce Wayne. In italiano è doppiata da Stefania Patruno.
- Sam Young: attuale procuratore distrettuale di Gotham e marito di Barbara Gordon. In italiano è doppiato da Guido Rutta.
- Howard Groote: un nerd compagno di classe e amico di Terry. In italiano è doppiato da Luca Sandri.
- Bobbi "Blade" Summer: ragazza affascinante e dal temperamento ribelle, è molto popolare nel liceo di Terry e, col tempo diventerà una sua grande amica. In italiano è doppiata da Alessandra Karpoff.
- Chelsea Cunningham: ragazza molto ricca ed egocentrica ma gentile e disponibile, compagna di scuola di Terry e grande amica di Dana. In italiano è doppiata da Elisabetta Spinelli.
- Nelson Nash: il bullo del liceo Hamilton e rivale di Terry, col protrarsi della serie i due matureranno e diverranno quasi amici (il personaggio è visibilmente ispirato alla figura di Flash Thompson per Peter Parker). In italiano è doppiato da Luca Bottale.
- Justice League Unlimited: è la Lega della Giustizia del futuro, la quale opera principalmente a Metropolis. I suoi membri sono:
  - Superman: Kal-El, ultimo figlio di Krypton. L'Uomo d'Acciaio dedica la sua vita a combattere per la verità e la giustizia, sia nelle vesti di supereroe che come il mite giornalista Clark Kent. È doppiato da Christopher McDonald.
  - Aquagirl: Marina, la principessa di Atlantide. È doppiata da Jodi Benson.
  - Big Barda: è un ex membro delle Furie Femminili di Apokolips. È doppiata da Farrah Forke.
  - Lanterna Verde: Kai-Ro, un ragazzo asiatico, è l'ultimo scelto dal Corpo delle Lanterne Verdi per proteggere il settore spaziale 2814. È doppiato da Lauren Tom.
  - Micron: è un supereroe afroamericano che porta l'eredità del professor Ray Palmer, altrimenti noto come Atom. È doppiato da Wayne Brady.
  - Warhawk: Rex Stewart, figlio di due membri fondatori della Lega, John Stewart (Lanterna Verde) e Shayera Hol (Hawkgirl), e successore di Carter Hall (Hawkman). È doppiato da Peter Onorati.
- Unità d'infiltrazione Zeta: è un androide assassinio che inaspettatamente sviluppa una coscienza. È in fuga dal governo dopo che ha sovvertito la sua programmazione. In originale è doppiato prima da Gary Cole e poi da Diedrich Bader.
- Rosalie "Ro" Rowen: è una ragazzina orfana che si unisce a Zeta nella sua ricerca per provarne l'innocenza. In originale è doppiata da Julie Nathanson.

### Antagonisti
- Derek Powers / Blight: antagonista principale nella prima stagione della serie, e arcinemico del Batman del futuro, potente uomo d'affari, legato alla malavita ed artefice della morte di Warren McGinnis. Contagiato da un gas nervino letale, viene curato tramite un trattamento sperimentale a base di radiazioni e diviene il supercriminale noto come "Blight". In italiano è doppiato da Mario Scarabelli.
- Mrs. Clay / China: è una supercriminale mercenaria mutaforma la cui unica debolezza è l'acqua. In italiano è doppiata da Elda Olivieri.
- Walter Shreeve / Shriek: un ingegnere equipaggiato con una tuta speciale capace di manipolare il suono, ironicamente in seguito ad uno scontro con Batman diverrà sordo dopo un malfunzionamento delle sue apparecchiature. In italiano è doppiato da Marco Balzarotti.
- Ira Billings / Spellbinder: a vestire i panni dell'antico nemico del Cavaliere Oscuro è ora lo psicologo della scuola di Terry Ira Billings, il quale si serve di una sofisticata tecnologia di realtà virtuale per ipnotizzare le sue vittime e commettere i suoi crimini. In italiano è doppiato da Giorgio Bonino.
- Curaro: una donna taciturna, membro della Lega degli assassini, la sua pelle è di un misterioso colorito azzurro ma non viene spiegato il perché, così come non si conosce alcun dettaglio sulle origini del personaggio.
- Jokers: bande di teppisti che idolatrano il clown principe del crimine nemesi del Cavaliere Oscuro, durante la serie ed il rispettivo film finale vengono mostrate tre formazioni del team. Le due gang comparse nella serie sono composte da:
  - J-Man: è il capo della banda e veste in modo molto simile a Joker originale. In originale è doppiato da Bruce Timm.
  - Pilo: è il più giovane del gruppo ha i capelli tinti di verde e porta una giacca gialla. In originale è doppiato da Kevin Michael Richardson, mentre in italiano da Riccardo Rovatti.
  - Cue: ha il viso molto truccato e porta un berretto da giullare verde e viola. In originale è doppiato da Scott Valentine, mentre in italiano da Aldo Stella.
  - Scab: di stazza molto grossa ed intimidatoria, porta un cappuccio rosso terminante in un pon-pon. In originale è doppiato da Marc Worden, mentre in italiano da Gabriele Calindri.
  - Smirk: Joker di stazza grossa ed intimidatoria porta un bizzarro cappello. In originale è doppiato da Bruce Timm.
  - Dottie: ragazza dal volto truccato vestita con un largo abito rosa a pois. In italiano è doppiata da Emanuela Pacotto.
  - Carter Wilson/Terminal: studente sociopatico e geniale della Hamilton high school, è vestito con un abito fasciato da testa a piedi e porta un pesante trucco da Zombie sul viso ed una parrucca in testa. Ha delle attitudini molto violente e cercherà di uccider Max Gibson, sua rivale per la borsa di studio. In originale è doppiato da Michael Rosenbaum, mentre in italiano da Patrizio Prata.
  - Trey: Joker di colore vestito di arancione, è spesso vittima degli sfoghi e delle violenze di Terminal quando questi non regge più lo stress. In originale è doppiato da Omar Gooding, mentre in italiano da Luca Bottale.
  - Weasel: Joker sovrappeso che porta una maschera sul volto dai tratti grotteschi e i capelli viola. In originale è doppiato da Michael Tucker, mentre in italiano da Luca Sandri.
  - Tayko: una giovane dal viso truccato, con due lunghi codini ed un abito aderente di colore fucsia. In italiano è doppiata da Elisabetta Spinelli.
- La Banda della Scala Reale: potente famiglia criminale (di cognome Walker) che si serve di tecnologia sofisticata e costumi speciali ispirati alle carte da gioco per commettere i loro crimini; i suoi membri sono:
  - Il Re: patriarca della famiglia i cui modi burberi porteranno allo smembramento della banda nonché della famiglia stessa. In italiano è doppiato da Enrico Bertorelli e Riccardo Rovatti.
  - La Regina: matriarca della famiglia e moglie del Re. Verso la fine della serie il rapporto tra lei e il marito si incrinerà definitivamente quando si scoprirà che lui la tradisce. In italiano è doppiata da Patrizia Scianca.
  - Il Fante alias Jack; è l'irruente figlio maggiore, esperto ladro ed abile spadaccino. Oltre alla sorella è l'unico a redimersi. In italiano è doppiato da Patrizio Prata.
  - L'Asso, un androide dalla forza sovrumana costruito dal Re.
- Stanley Labowski / Mad Stan: è un terrorista, spinto all'azione dal sistema corrotto che vede attorno a lui. In italiano è doppiato da Maurizio Trombini.
- Stalker: cacciatore africano che, reduce da un incidente durante la caccia ad una pantera modifica il suo corpo con impianti cibernetici che gli donano forza ed agilità sovrumane. Designa Batman come la più grande preda che si possa ambire. In italiano è doppiato da Stefano Albertini.
- Willie Watt / Golem: inizialmente un gracile studente della scuola di Terry, infatuato di Blade e soggetto delle ancherie di Nelson e del padre, quando si approprierà di un droide speciale per vendicarsi dei due il suo cervello rimarrà danneggiato dallo scontro con Batman e da allora acquisirà delle facoltà telecinetiche. Ricomparirà in seguito in un altro episodio, dopo un lungo periodo passato in prigione e dotato di un fisico più intimidatorio scolpitosi dietro le sbarre. In italiano è doppiato da Davide Garbolino.
- Charlie "Big Time" Bigelow: vecchio amico di Terry ai tempi della sua vita da teppista. Tuttavia mentre Terry, ancora minorenne finì solo in riformatorio Charlie passò tre anni in prigione, l'esperienza non lo maturò e tra i due si venne a creare una spaccatura, specie quando Bigelow divenuto un convinto criminale assalirà un laboratorio di ricerca rimanendo esposto a delle sostanze che lo muteranno in una creatura gigantesca e mostruosa. In italiano è doppiato da Gianluca Iacono.
- Dr. Abel Cuvier: un genetista che ha usato le sue conoscenze scientifiche per lanciare tra i giovani la moda di unire il proprio DNA con quello animale diventando delle chimere ma che usa spesso i suddetti per i suoi loschi affari. Egli stesso è fuso con il DNA di un anaconda. In italiano è doppiato da Enrico Bertorelli.
- Mr. Freeze: ridotto ad una testa senziente tenuta in vita unicamente dalla sua tecnologia, Derek Powers gli darà la possibilità di una redenzione costruendogli un nuovo corpo grazie alla tecnologia genetica del futuro. Sfortunatamente il nuovo corpo presenterà gli stessi sintomi ibernanti del vecchio, portando il dottore a ridivenire un nemico pubblico che dopo aver salvato la vita al nemico di sempre Batman, troverà la morte per mano di Blight. In originale è doppiato da Michael Ansara e in italiano da Marco Balbi.
- Ra's al Ghul: sopravvissuto ai secoli reincarnandosi nel corpo della figlia Talia e col supporto del pozzo di Lazzaro, tenterà di prendere possesso del corpo di Bruce Wayne ma finirà solo per trovare la morte nell'esplosione del suo palazzo. In originale è doppiato da David Warner (come Ra's) e Olivia Hussey (come Talia) e in italiano da Marco Balbi (come Ra's) e Maddalena Vadacca (come Talia).
- Bane: la sostanza che dava i poteri a Bane (detta "Veleno") è ora usata come steroide da gruppi di adolescenti e sportivi. Per scoprirne la provenienza, Terry si recherà ad incontrare Bane, il quale ritiratosi a vita privata vive su un'isola interamente di sua proprietà, in una gigantesca villa vittoriana frutto dei suoi guadagni illegali; tuttavia è ridotto ad un vegetale che sopravvive solo grazie all'azione di macchine e flebo, questo scopriamo essere l'effetto collaterale del "Veleno".
- Jackson Chappell: è l'assistente di Bane ed è il nuovo possessore del Venom (adesso sotto forma di cerotto) che sta producendo in massa. Durante lo scontro con Batman, Chappell va in overdose con lo steroide e finisce in coma. In originale è doppiato da Larry Drake.

### Altri
- National Security Agency
  - Agente James Bennet: Il leader dell'agenzia contro il terrorismo NSA, che è in disaccordo con Batman su come gestire l'androide Zeta. In originale è doppiato prima da Joe Spano e poi da Kurtwood Smith.
  - Agent West: agente NSA che accompagna spesso l'agente Bennet. In originale è doppiato da Michael Rosenbaum.
- Jackie Maychek: è amica di Terry McGinnis e Dana Tan alla Hamilton High, figlia di Tony Maychek e figlia adottiva di Bill Wallace. In originale è doppiata da Lindsay Sloane.
- Bill Wallace: ex partner d'affari di Tony Maychek e padre adottivo di Jackie Maychek. In originale è doppiato da Dan Lauria.
- Bobby Vance: è il nipote di Robert Vance. In originale è doppiato da Rider Strong.
- Sentinelle dell'ultimo cosmo: sono appassionati giocatori di un gioco di ruolo ambientato in una realtà virtuale. I suoi membri includono:
  - Corey Cavalieri: in originale è doppiato da Chris Demetral.
  - Dempsey: in originale è doppiato da Seth Green.
  - Burke: in originale è doppiato da Alex Thomas Jr.
- Tamara Caulder: una giovane ragazza che ha delle potenti capacità telepatiche. In originale è doppiata da Mara Wilson.
- Darius Arther Kellman: è un giovane ragazzo che vive nelle fogne e che idolatra i nemici di Batman. In originale è doppiato da Eli Marienthal.
- Miguel Diaz: un bambino preso di mira dai Kobra dopo essere venuto a conoscenza della vera identità di Batman. In originale è doppiato da Sean Marquette.
- Dr. Peter Corso: un noto chirurgo esperto nell'impiantare protesi per persone che hanno perso gli arti. In originale è doppiato da Ed Begley Jr.
- Mr. Tan: padre di Dana Tan. Disapprova la relazione di sua figlia con Terry McGinnis a causa del passato del ragazzo da delinquente. In originale è doppiato da Clyde Kusatsu.
- Kairi Tanaga: istruttrice di arti marziali di Terry McGinnis e Zander, Kairi è stata addestrata dallo stesso sensei che aveva addestrato Bruce Wayne, Yoru. Nell'episodio Il giorno del samurai della serie Batman, Batman l'aveva salvata dopo che questa era stata rapita da Yoru Kyodai Ken. In originale è doppiata da Takayo Fischer.
- Bunny Vreeland: figlia di Veronica Vreeland, una delle più care amiche di Bruce Wayne e ultima persona che l'originale Batman ha salvato prima di lasciare per sempre i panni del Cavaliere Oscuro. In originale è doppiata da Lynne Moody.

## Batman of the Future - Il ritorno del Joker

### Personaggi ricorrenti
- Tim Drake / Robin: Tim Drake: un tempo era Robin, l'ex partner di Batman. Quando Tim viene catturato da Joker e Harley Quinn, viene torturato fisicamente e psicologicamente, venendo trasformato in J.J. (Joker Junior), il loro figlio ideale. Questa esperienza, lo ha lasciato traumatizzato costringendolo a lasciare i panni di Robin, per cercare di ritrovare la sanità mentale. Ora lavora come ingegnere ed ha una moglie e dei figli. È doppiato da Dean Stockwell (da adulto) e da Mathew Valencia (nei panni di Robin). In italiano è doppiato da Davide Garbolino (da giovane) e da Guido Rutta (da anziano).

### Antagonisti
- Joker: il folle supercriminale compare unicamente come antagonista principale nel film Batman of the Future - Il ritorno del Joker e nel suo adattamento videoludico, ancora vivo ed in perfetta forma in quanto servendosi di una sofisticatissima tecnologia genetica atta a preservare il suo DNA e la sua personalità è sopravvissuto per tutti questi anni all'interno della mente del giovane Tim Drake. In originale è doppiato da Mark Hamill, mentre in italiano da Riccardo Peroni.
- Harleen Quinzel / Harley Quinn: in seguito alla morte di Joker dopo lo scontro con il Batman originale e Batgirl, Harley si è nascosta lasciando presumere che sia morta. Molti anni dopo riappare come donna anziana, rivelando di essere la nonna di Delia e Deidre Dennis ritornata sana di mente. Infatti essendo Joker morto riuscì a liberarsi dalla sua dipendenza dal folle criminale e ricominciare una vita più serena. In originale è doppiata da Arleen Sorkin, mentre in italiano da Marcella Silvestri (da giovane) e da Jasmine Laurenti (da anziana).
- Jokers: sono orde di teppisti che affollano la Gotham di 40 anni nel futuro in cui si svolge la serie; loro caratteristica è la venerazione per lo psicopatico nemico di Batman da cui prendono nome e caratteristiche: Joker. La terza gang è formata da:
  - Delia e Deidre Dennis / Gemelle Dee-Dee: sono due gemelle praticamente identiche che parlano e si muovono sincronizzate, in borghese hanno i capelli lunghi e biondi, invece durante le loro attività criminali usano delle parrucche arancione fluorescente a caschetto, portano del cappelli bianchi da marinarette, degli stivaletti rossi, dei calzoncini aderenti bianchi ed una succinta fascia rossa che copre appena i seni come maglietta; sono le più ciniche del gruppo ed hanno una maniera di combattere parecchio simile a quella di Harley Quinn (che tra l'altro si scopre essere loro nonna), nonostante i caratteri sono le più dolci e le più buffe tra la banda a causa della tenerezza dei loro visi, solitamente truccati con un cosmetico bianco ed i pomelli. Nel futuro alternativo di Ritorno al futuro, episodio della Justice League Unlimited, le Dee-Dee sono state biologicamente dotate di superpoteri quali moltiplicazione ed emissione di energia dal supercriminale Chronos, e si dimostrano talmente forti da riuscire ad uccidere Batman e Lanterna Verde. Per quanto la loro nonna abbia fatto per tenerle lontane dal suo passato con Joker le 2 gemelle dopo aver sentito parlare della storia del famoso criminale decisero di unirsi ai Jokers per riuscire a incontrarlo e dopo aver conosciuto il loro idolo cercano in tutti i modi di compiacerlo e non deluderlo e di per sè Joker le tratta come se fossero le sue nipoti intuendo la loro parentela con Harley e le porta sempre con sè in ogni missione. Dopo che Joker viene sconfitto e ucciso definitivamente da Terry le gemelle vengono arrestate e successivamente rilasciate su cauzione pagata da Harley che le vengono affidate venendo rimproverate e sculacciate dalla loro nonna per quello che hanno combinato mentre Harley spera che dopo tale esperienza abbiano capito la profondità dei loro sbagli e diventino migliori. In originale sono doppiate da Melissa Joan Hart, mentre in italiano da Marcella Silvestri.
  - Charles Buntz / Chucko: è un omino piccolo e grassoccio, indossa una tuta dei grandi magazzini di colore rosa e porta una maschera di plastica che copre solo la metà frontale del suo volto scoprendone la testa rasata, si presenta come il più tattico ed ingegnoso del gruppo e fa frequente uso di armi da fuoco mostrandovi una grande destrezza; alla fine del film dopo che Batman sventa i piani del resuscitato Joker, Chucko viene arrestato come tutti i suoi compagni. Nel futuro alternativo visto nell'episodio di Justice League Unlimited Ritorno al futuro, la metà inferiore del suo corpo è stata tramutata in Cyborg e combatte con un bastone metallico; dopo aver fallito il primo attacco alla Justice League viene punito da Chronos, il quale lo uccide portandolo nel giurassico mentre cade un meteorite. essendo stata questa realtà cancellata la sua morte non è mai avvenuta. In originale è doppiato da Don Harvey, mentre in italiano da Luca Sandri.
  - Stewart Carter Winthrop III / Ghoul: è vestito come un bambino la notte di Halloween, con abiti neri richiamanti il motivo di una zucca ed un cappello da strega; porta sempre con sé un secchio a forma di zucca contenente armi ed esplosivi; è estremamente magro, ha i capelli biondi e la pelle grigio scuro, piena di cicatrici (non si sa il motivo di questa sua strana apparenza) porta sempre un trucco molto pesante attorno agli occhi ed alla bocca. Inoltre è molto simile allo Spaventapasseri, il che può far presumere una possibile discendenza oltre che una semplice ispirazione; se costretto, inoltre, Ghoul fa ricorso ad una lama circolare nascosta nel suo braccio destro per combattere. Come gli altri suoi compagni riapparirà nell'episodio della Justice League Unlimited Ritorno al futuro. In italiano è doppiato da Daniele Demma.
  - Woof: è un uomo che ha fatto ricorso alla moda genetica del dottor Able Cuvier per fondere il suo DNA con una Iena, indossa sempre pantaloni e stivali in pelle ed un gilet blu. La sua mutazione gli consente una forza, resistenza ed agilita (ma soprattutto una ferocia) disumane, tanto che nemmeno Batman può affrontarlo da solo ed è costretto all'aiuto del suo cane Asso. È la mascotte dei Jokers. Come tutti i suoi compagni riapparirà nell'episodio della Justice League Unlimited Ritorno al futuro, in questa realtà gli sono state applicate dal supercriminale Chronos delle braccia meccaniche capaci di penetrare anche il ferro. In originale è doppiato da Frank Welker.
  - Benjamin Knox / Bonk: si presenta come un uomo dalla stazza enorme, completamente privo di capelli e con le orecchie a punta, porta un trucco bianco su tutto il corpo e veste come un sollevatore di pesi di un circo; la sua forza è tale da causare problemi anche a Batman. a differenza dei compagni non sente la minima unità nel gruppo e non esita a metterli in pericolo pur di raggiungere lo scopo prefissatosi. inoltre non è dotato della banché minima pazienza o strategia, ciò lo porterà ad accusare Joker di essere un falso e a ribellarsi ai suoi piani, con il risultato di venire da questi ucciso da un colpo di pistola al petto (nella versione modificata invece morirà ber il gas esilarante mortale, sempre nelle stesse circostanze). Ricomparirà in seguito nell'episodio della Justice League Unlimited Ritorno al futuro, in questo futuro alternativo viene resuscitato da Chronos e possiede un potente e gigantesco martello che usa come clava, alla fine dell'episodio siccome questa realtà viene riscritta la suddetta resurrezione non è mai avvenuta. In originale è doppiato da Henry Rollins, mentre in italiano da Tony Fuochi.
- Jordan Pryce: è un dirigente presso la Wayne Enterprises, che cova un odio verso Bruce Wayne poiché il suo ritorno rovina la possibilità di Pryce di assumere Wayne-Powers come suo CEO. In originale è doppiato da Mark Hamill, doppiatore di Joker nel film, mentre in italiano da Claudio Moneta.

## Epilogo
- Amanda Waller: è a capo del Progetto Cadmus. Avendo sviluppato un profondo rispetto all'originale Batman anni fa e incapace di immaginare un mondo senza il Cavaliere Oscuro, ha iniziato il "Progetto Batman of the Future" per fare in modo che il mondo avesse sempre un protettore. In Justice League Unlimited è doppiata da CCH Pounder.
- Andrea Beaumont / Fantasma: l'ex fidanzata di Bruce Wayne, tornata a Gotham dopo molti anni, lavora ancora come assassina mercenaria e viene assoldata da Amanda Waller per uccidere i genitori di Terry McGinnis; all'ultimo però si rifiuta di commettere l'omicidio poiché avrebbe tradito gli ideali di Bruce.